# Municipio de Canaan (Pensilvania)
El municipio de Canaan (en inglés: Canaan Township) es un municipio ubicado en el condado de Wayne en el estado estadounidense de Pensilvania. En el año 2000 tenía una población de 1916 habitantes y una densidad poblacional de 40 personas por km².

## Geografía
El municipio de Canaan se encuentra ubicado en las coordenadas 40°35′00″N 75°24′59″O / 40.58333, -75.41639.

## Demografía
Según la Oficina del Censo en 2000 los ingresos medios por hogar en la localidad eran de $37 614 y los ingresos medios por familia eran $41 750. Los hombres tenían unos ingresos medios de $21 986 frente a los $19 632 para las mujeres. La renta per cápita para la localidad era de $15 460. Alrededor del 3,1 % de la población estaban por debajo del umbral de pobreza.